# Helena Pinto
Helena Maria Moura Pinto (Lisboa, 5 de setembro de 1959) é uma animadora social, formadora e política portuguesa.

## Percurso
Foi deputada pelo Bloco de Esquerda, entre 2005 e 2015.
Foi presidente da Federação das Associações Juvenis do Distrito de Lisboa (1990-1992) e fundadora e membro da direcção da Associação Juvenil Olho Vivo (1987-1992).
Foi presidente da UMAR (União Mulheres Alternativa e Resposta).
Foi candidata, pelo BE, à Presidência da Câmara Municipal de Torres Novas nas eleições autárquicas de 2013, tendo sido eleita vereadora. É novamente candidata, pelo BE, à Presidência da Câmara Municipal de Torres Novas nas eleições autárquicas de 2017.